# Municipio de Bryan (Dakota del Norte)
El municipio de Bryan (en inglés: Bryan Township) es un municipio ubicado en el condado de Griggs en el estado estadounidense de Dakota del Norte. En el año 2010 tenía una población de 39 habitantes y una densidad poblacional de 0,42 personas por km².

## Geografía
El municipio de Bryan se encuentra ubicado en las coordenadas 47°32′12″N 98°25′31″O / 47.53667, -98.42528. Según la Oficina del Censo de los Estados Unidos, el municipio tiene una superficie total de 93.15 km², de la cual 93,1 km² corresponden a tierra firme y (0,06 %) 0,05 km² es agua.

## Demografía
Según el censo de 2010, había 39 personas residiendo en el municipio de Bryan. La densidad de población era de 0,42 hab./km². De los 39 habitantes, el municipio de Bryan estaba compuesto por el 100 % blancos. Del total de la población el 0 % eran hispanos o latinos de cualquier raza.